# Guillermo Graetzer
Pour les articles homonymes, voir Graetzer .
Guillermo Graetzer, né le 5 septembre 1914 à Vienne (Autriche-Hongrie) et mort le 22 janvier 1993 à Buenos Aires (Argentine), est un compositeur et pédagogue argentin.

## Biographie
Guillermo Graetzer réalise ses études musicales à Berlin avec Ernst-Lothar von Knorr et Paul Hindemith, et à Vienne, avec Paul Pisk (élève d'Arnold Schönberg), jusqu'à ce qu'en 1939, fuyant le nazisme, il émigre en Argentine.
À Buenos Aires, il écrit une version pour l'Amérique du Sud de la méthode Orff, y dirige le chœur Asociación Amigos de la Música de Buenos Aires, et, en 1946, il fonde le Collegium Musicum de Buenos Aires.
Il enseigne la composition, l'orchestration et la direction de chœur à l'Université nationale de La Plata (Universidad Nacional de La Plata), qui lui attribue le titre de professeur émérite.
En reconnaissance posthume, la Société des auteurs et compositeurs argentins crée le concours de composition Guillermo Graetzer et la Fondation Konex lui a attribue la prix Konex d'honneur en musique classique.